# Maillot blanc

Maillot blanc

Dans certaines compétitions par étapes de cyclisme sur route, le maillot blanc est un maillot distinctif de couleur blanche porté par le coureur occupant la première place d'un classement.
Il est notamment revêtu par le meilleur jeune du Tour de France, du Tour d'Italie et du Tour d'Espagne, par le leader du classement général du Tour de Catalogne, par celui du classement des sprints du Tour de Suisse et par le coureur en tête du classement combiné du Tour d'Espagne jusqu'en 2018. De 2005 à 2008, le coureur occupant la première place du classement individuel de l'UCI ProTour porte un maillot blanc sur les épreuves inscrites au calendrier du ProTour.

## Le maillot blanc sur les grands tours
Le maillot est attribué sur les grands tours pour le leader de différents classements :
- Tour de France :
  - classement du combiné (de 1968 à 1974)
  - classement du meilleur jeune (de 1975 à 1988 et depuis 2000)
- Tour d'Italie : 
  - classement du meilleur jeune
- Tour d'Espagne :
  - classement général (en 1941 et de 1946 à 1950)
  - classement du combiné (de 2008 à 2018)
  - classement du meilleur jeune (depuis 2019)

## Le maillot blanc sur les autres courses

### Pour le classement général

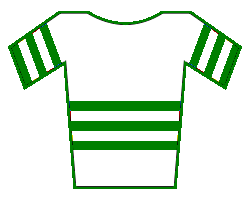
Maillot blanc avec des bandes vertes porté sur le Tour de Catalogne

Il peut récompenser le leader du classement général :
- Paris-Nice (de 1951 à 2001)
- Eneco Tour (depuis 2008)
- Tour de Catalogne

### Pour le classement par points
Il peut récompenser le leader du classement par points :
- Tour du Pays basque
- Tour du Portugal

### Pour le classement de la montagne
- Tour de Pologne
- Tour Down Under (depuis 1999)

### Pour le classement du meilleur jeune
- Paris-Nice
- Critérium du Dauphiné
- Tirreno-Adriatico
- Tour de Californie
- Tour de Romandie
- Tour de Luxembourg
- Tour de Pékin
- Tour cycliste international de la Guadeloupe
- Tour du Limousin-Nouvelle-Aquitaine

### Pour le classement des sprints
- Tour de Suisse